# 미륵원지
미륵원지(彌勒院址)는 대전광역시 동구 마산동에 있는 고려시대의 생활유적이다. 2005년 9월 6일 대전광역시의 기념물 제41호로 지정되었다.

## 지정 사유
미륵원지는 고려말 황윤보(黃允寶)에 의해 건립되어 여말선초 회덕 황씨가의 적선(積善)에 의해 운영된 역사 깊은 생활유적으로, 행려자(行旅者)들을 대상으로 한 구호활동에서 점차 사회구조 및 봉사활동으로 확대한 대전 최초의 사회복지 기능을 수행한 민간기관이다.
또한 이색(李穡)과 하륜(河崙), 변계량(卞季良), 정인지(鄭麟趾), 송시열(宋時烈) 등 당시에 정치·학문·문학으로 손꼽히는 인물들이 찬한 제영기(題詠記)에서 그 위상을 짐작할 수 있으며, 청풍명월(淸風明月), 절의정신(節義精神)과 더불어 우리 지방의 향풍(鄕風) 가운데 하나인 남에게 베풀기를 좋아하는 대전사람의 후덕(厚德)한 인심을 상징하는 중요한 유적이다.

## 참고 자료
- 미륵원지 - 국가유산청 국가유산포털